# Lycianthes rechingeri
Lycianthes rechingeri är en potatisväxtart som först beskrevs av Johanna A. Witasek, och fick sitt nu gällande namn av Friedrich August Georg Bitter. Lycianthes rechingeri ingår i Himmelsögonsläktet som ingår i familjen potatisväxter. Inga underarter finns listade i Catalogue of Life.